# Kentaurernas kamp
Kentaurernas kamp är en marmorrelief utförd av Michelangelo omkring 1492. Motivet är förmodligen kentauren Euritys som bortrövar Hippodamia, Perithous brud. Händelsen skildras i Ovidius Metamorfoser.

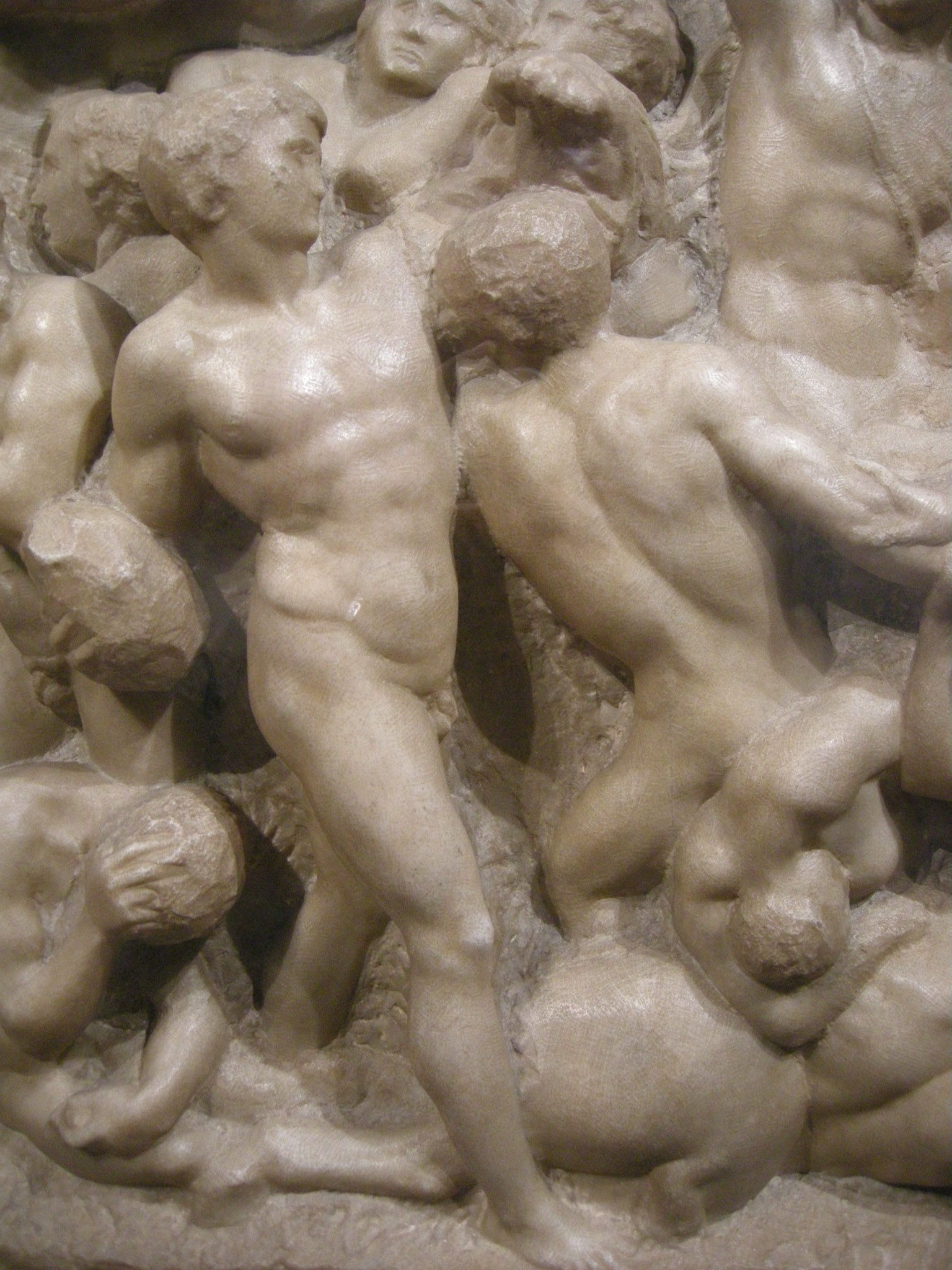
Detalj av Kentaurernas kamp